# Salsa alla Napoletana

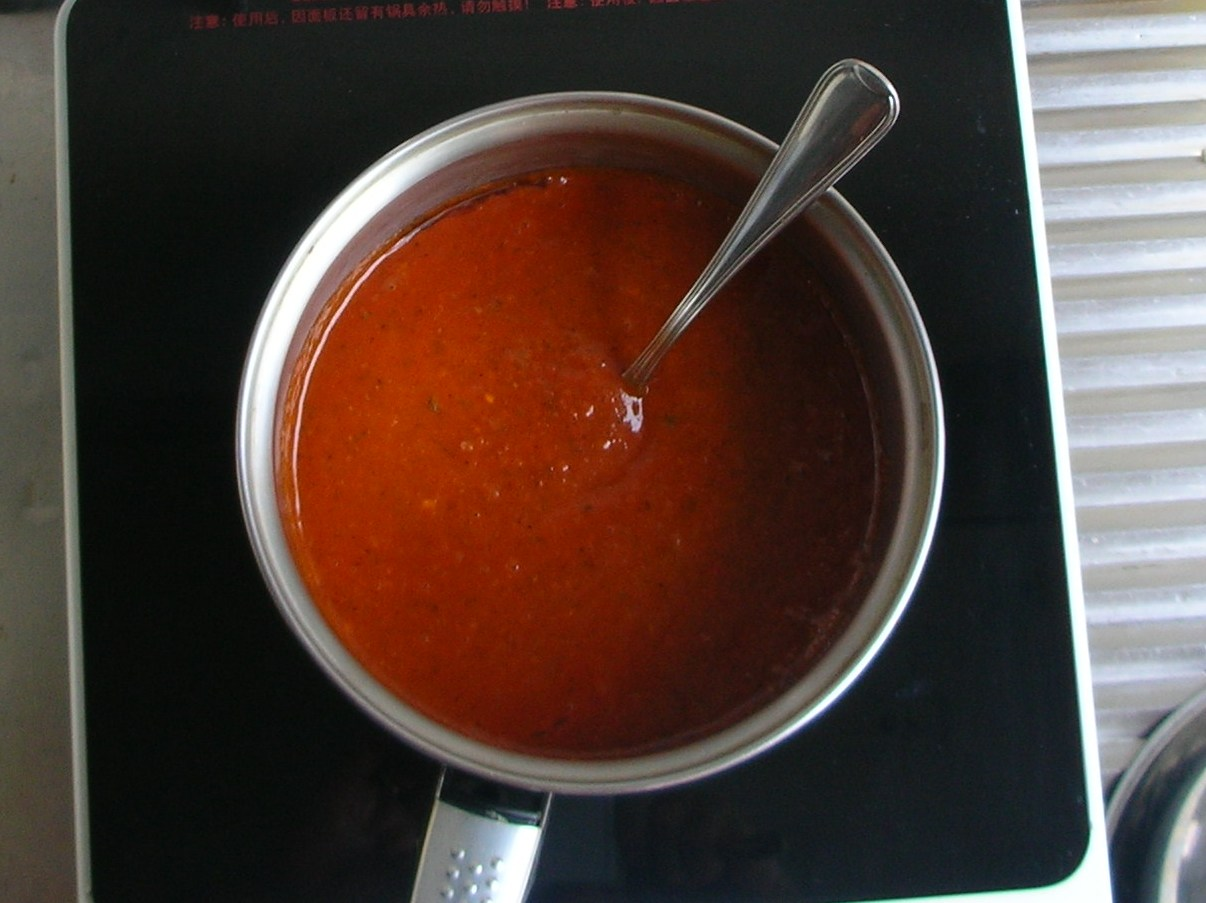

Salsa alla Napoletana, soms kortweg Salsa Napoletana genoemd, is de naam die buiten Italië wordt gegeven aan verschillende soorten met tomaten bereide sausen die aan het eind van de 19e eeuw gebruikelijk waren in Zuid-Italië.
Wat in Italië, en vooral in Napels, gewoon saus wordt genoemd, wordt ook vandaag nog in vele delen van de wereld zo genoemd. Het recept bevat basilicumblaadjes, oregano, knoflook, olijven of andere ingrediënten, afhankelijk van de persoonlijke smaak. Deze sauzen zijn waarschijnlijk de erfenis van de emigratie van miljoenen Italianen uit het zuiden van Italië aan het einde van de 19e en het begin van de 20e eeuw. Al deze sauzen worden gekenmerkt door hun vegetarische karakter.
Historisch gezien werd het eerste Italiaanse kookboek met een saus op basis van tomaten, Lo Scalco alla Moderna, geschreven door de Italiaanse chef-kok Antonio Latini en gepubliceerd in twee delen in 1692 en 1694. Latini diende als hofmeester van de eerste minister van de Spaanse onderkoning van Napels.